# Citi Open 2019
Відкритий чемпіонат Вашингтона 2019 (відомий як Citi Open за назвою спонсора) — тенісний турнір, що проходив на відкритих кортах з твердим покриттям William H.G. FitzGerald Tennis Center у Вашингтоні (США). Це був 51-й за ліком Washington Open серед чоловіків і 9-й - серед жінок. Належав до категорії 500 в рамках Туру ATP 2019, а також до категорії International в рамках Туру WTA 2019. Тривав з 29 липня до 4 серпня 2019 року.

## Очки і призові

### Розподіл очок
| Дисципліна                 | П   | Ф   | ПФ  | ЧФ | 1/8 | 1/16 | 1/32 | Q   | Q2  | Q1  |
| Одиночний розряд, чоловіки | 500 | 300 | 180 | 90 | 45  | 20   | 0    | 10  | 4   | 0   |
| Парний розряд, чоловіки    | 500 | 300 | 180 | 90 | 0   | Н/Д  | Н/Д  | 45  | 25  | 0   |
| Одиночний розряд, жінки    | 280 | 180 | 110 | 60 | 30  | 1    | Н/Д  | 18  | 12  | 1   |
| Парний розряд, жінки       | 280 | 180 | 110 | 60 | 1   | Н/Д  | Н/Д  | Н/Д | Н/Д | Н/Д |

### Розподіл призових грошей
| Дисципліна                 | П        | Ф        | ПФ      | ЧФ      | 1/8     | 1/16    | 1/321  | Q2     | Q1     |
| Одиночний розряд, чоловіки | $365,390 | $183,780 | $92,980 | $48,670 | $24,400 | $12,845 | $7,205 | $2,710 | $1,355 |
| Парний розряд, чоловіки *  | $123,000 | $60,200  | $30,190 | $15,500 | $8,000  | Н/Д     | Н/Д    | Н/Д    | Н/Д    |
| Одиночний розряд, жінки    | $43,000  | $21,400  | $11,500 | $6,200  | $3,420  | $2,220  | Н/Д    | $1,285 | $750   |
| Парний розряд, жінки *     | $12,300  | $6,400   | $3,435  | $1,820  | $960    | Н/Д     | Н/Д    | Н/Д    | Н/Д    |

1 кваліфаєри отримують і призові гроші 1/32 фіналу

* на пару

## Учасники основної сітки в рамках чоловічого турніру

### Сіяні учасники
| Країна          | Гравець             | Рейтинг1 | Сіяний |
| --------------- | ------------------- | -------- | ------ |
| Греція          | Стефанос Ціціпас    | 6        | 1      |
| Росія           | Карен Хачанов       | 8        | 2      |
| Росія           | Данило Медведєв     | 9        | 3      |
| ПАР             | Кевін Андерсон      | 11       | 4      |
| США             | Джон Ізнер          | 14       | 5      |
| Хорватія        | Марин Чилич         | 17       | 6      |
| Бельгія         | Давід Ґоффен        | 18       | 7      |
| Канада          | Мілош Раоніч        | 21       | 8      |
| Канада          | Фелікс Оже-Аліассім | 23       | 9      |
| Франція         | Бенуа Пер           | 28       | 10     |
| Франція         | Жиль Сімон          | 33       | 11     |
| Австралія       | Алекс де Мінор      | 34       | 12     |
| Велика Британія | Кайл Едмунд         | 35       | 13     |
| Німеччина       | Ян-Леннард Штруфф   | 36       | 14     |
| Франція         | П'єр-Юг Ербер       | 39       | 15     |
| США             | Френсіс Тіафо       | 41       | 16     |

- Рейтинг подано станом на 22 липня 2019

### Інші учасники
Учасники, що потрапили до основної сітки завдяки вайлд-кард:
- Крістофер Юбенкс
- Бйорн Фратанджело
- Tommy Paul
- Джек Сок

Гравці, що потрапили до основної сітки через стадію кваліфікації:
- Thai-Son Kwiatkowski
- Марк Полменс
- Брейден Щур
- Тім Смичек
- Mikael Torpegaard
- Дональд Янг

Такі тенісисти потрапили в основну сітку як Щасливі лузери:
- Петер Гойовчик
- Norbert Gombos
- Ілля Івашко

### Відмовились від участі
- Кевін Андерсон → його замінив  Norbert Gombos
- Томаш Бердих → його замінив  Маріус Копіл
- Ugo Humbert → його замінив  Ілля Івашко
- Гаель Монфіс → його замінив  Олександр Бублик
- Кей Нісікорі → його замінив  Бредлі Клан
- Сем Кверрі → його замінив  Малік Джазірі
- Денис Шаповалов → його замінив  Ллойд Гарріс
- Бернард Томіч → його замінив  Петер Гойовчик

## Учасники основної сітки в парному розряді

### Сіяні пари
| Країна   | Гравець               | Країна        | Гравець      | Рейтинг1 | Сіяний |
| -------- | --------------------- | ------------- | ------------ | -------- | ------ |
| Колумбія | Хуан Себастьян Кабаль | Колумбія      | Роберт Фара  | 2        | 1      |
| Польща   | Лукаш Кубот           | Бразилія      | Марсело Мело | 9        | 2      |
| ПАР      | Равен Класен          | Нова Зеландія | Майкл Венус  | 20       | 3      |
| Хорватія | Мате Павич            | Бразилія      | Бруно Соарес | 24       | 4      |

- 1 Рейтинг подано станом на 22 липня 2019

### Інші учасники
Нижче наведено пари, які отримали вайлдкард на участь в основній сітці:
- Трет Х'юї /  Деніс Кудла
- Леандер Паес /  Джек Сок

Нижче наведено пари, що пробились в основну сітку через стадію кваліфікації:
- Меттью Ебден /  Ніколас Монро

## Учасниці основної сітки в рамках жіночого турніру

### Сіяні пари
| Країна            | Гравчиня               | Рейтинг 1 | Сіяна |
| ----------------- | ---------------------- | --------- | ----- |
| США               | Слоун Стівенс          | 8         | 1     |
| США               | Медісон Кіз            | 17        | 2     |
| США               | Софія Кенін            | 28        | 3     |
| Китайський Тайбей | Сє Шувей               | 31        | 4     |
| Україна           | Леся Цуренко           | 36        | 5     |
| Чехія             | Катерина Сінякова      | 41        | 6     |
| Росія             | Анастасія Павлюченкова | 44        | 7     |
| Пуерто-Рико       | Моніка Пуїг            | 45        | 8     |

- Рейтинг подано станом на 22 липня 2019

### Інші учасниці
Учасниці, що потрапили до основної сітки завдяки вайлд-кард:
- Hailey Baptiste
- Аллі Кік
- Кейті Макнеллі

The following player received entry using a protected ranking into the singles main draw:
- Шелбі Роджерс

The following players received entry from the qualifying draw:
- Корі Гофф
- Varvara Gracheva
- Анна Калинська
- Сачія Вікері

### Відмовились від участі
До початку турніру
- Б'янка Андрееску → її замінила  Лорен Девіс
- Белінда Бенчич → її замінила  Заріна Діяс
- Маргарита Гаспарян → її замінила  Анна Блінкова
- Барбора Стрицова → її замінила  Шелбі Роджерс
- Віра Звонарьова → її замінила  Кірстен Фліпкенс

## Учасниці основної сітки в парному розряді

### Сіяні пари
| Країна | Гравчиня       | Країна   | Гравчиня          | Рейтинг1 | Сіяна |
| ------ | -------------- | -------- | ----------------- | -------- | ----- |
| Росія  | Анна Блінкова  | Чехія    | Катерина Сінякова | 72       | 1     |
| КНР    | Ван Яфань      | КНР      | Ян Чжаосюань      | 139      | 2     |
| Росія  | Анна Калинська | Японія   | Мію Като          | 156      | 3     |
| США    | Марія Санчес   | Угорщина | Фанні Штоллар     | 171      | 4     |

- 1 Рейтинг подано станом на 22 липня 2019

### Інші учасниці
Нижче наведено пари, які отримали вайлдкард на участь в основній сітці:
- Корі Гофф /  Кейті Макнеллі
- Камерон Морра /  Алана Сміт

### Відмовились від участі
До початку турніру
- Гейлі Картер (medical condition)

Під час турніру
- Аллі Кік (травма гомілковостопного суглобу)

## Переможці та фіналісти

### Чоловіки. Одиночний розряд
- Нік Киріос —  Данило Медведєв, 7−6(8−6), 7−6(7−4)

### Одиночний розряд. Жінки
- Джессіка Пегула —  Каміла Джорджі, 6–2, 6–2

### Парний розряд. Чоловіки
- Равен Класен /  Майкл Венус —  Жан-Жульєн Роєр /  Горія Текеу, 3−6, 6−3, [10−2]

### Парний розряд. Жінки
- Корі Гофф /  Кейті Макнеллі —  Марія Санчес /  Фанні Штоллар, 6–2, 6–2